# Johnny Cash with His Hot and Blue Guitar!
Johnny Cash with His Hot and Blue Guitar! — дебютний студійний альбом американського співака та автора пісень Джонні Кеша, виданий 11 жовтня 1957 року. До цього альбому увійшло чотири хіт-сингли: «I Walk the Line», «Cry! Cry! Cry!», «So Doggone Lonesome» і «Folsom Prison Blues». Платівку було перевидано у 23 липня 2002 році як розширене видання під лейблом Varèse Sarabande, що містило п'ять додаткових пісень, три з яких були альтернативними версіями пісень, які вже були на оригінальному виданні. У 2012 році лейбл Columbia Records перевидав альбом із 16 додатковими композиціями Sun Records, які не входили до альбому, як частину свого бокс-сету з 63 дисків «Johnny Cash: The Complete Columbia Album Collection». У 2017 році, через 60 років після оригінального випуску, альбом було перевидано під назвою Johnny Cash with His Hot and Blue Guitar! (Definitive Expanded Remastered Edition). У 2022 році Sun випустив оновлене видання оригінального студійного альбому, у якому лише оригінальний список пісень.

## Список пісень
| Сторона один | Сторона один                              | Сторона один               | Сторона один |
| #            | Назва                                     | Автор                      | Тривалість   |
| ------------ | ----------------------------------------- | -------------------------- | ------------ |
| 1.           | «Rock Island Line»                        | Невідомий                  | 2:11         |
| 2.           | «(I Heard That) Lonesome Whistle»         | Джиммі Девіс, Генк Вільямс | 2:25         |
| 3.           | «Country Boy»                             | Джонні Кеш                 | 1:49         |
| 4.           | «If the Good Lord's Willing»              | Джеррі Рід                 | 1:44         |
| 5.           | «Cry! Cry! Cry!»                          | Кеш                        | 2:29         |
| 6.           | «(Remember Me) I'm the One Who Loves You» | Стюарт Гамблен             | 2:01         |

| Сторона два | Сторона два                    | Сторона два               | Сторона два |
| #           | Назва                          | Автор                     | Тривалість  |
| ----------- | ------------------------------ | ------------------------- | ----------- |
| 7.          | «So Doggone Lonesome»          | Кеш                       | 2:39        |
| 8.          | «I Was There When It Happened» | Джиммі Девіс, Ферн Джонс  | 2:17        |
| 9.          | «I Walk the Line»              | Кеш                       | 2:46        |
| 10.         | «Wreck of the Old ’97»         | народна; аранжування Кеша | 1:48        |
| 11.         | «Folsom Prison Blues»          | Кеш                       | 2:51        |
| 12.         | «Doin' My Time»                | Джиммі Скіннер            | 2:40        |
| 27:40       |                                |                           |             |

| Додаткові пісня перевидання 2002 року | Додаткові пісня перевидання 2002 року                 | Додаткові пісня перевидання 2002 року | Додаткові пісня перевидання 2002 року |
| #                                     | Назва                                                 | Автор                                 | Тривалість                            |
| ------------------------------------- | ----------------------------------------------------- | ------------------------------------- | ------------------------------------- |
| 13.                                   | «Hey Porter»                                          |                                       | 2:14                                  |
| 14.                                   | «Get Rhythm»                                          |                                       | 2:15                                  |
| 15.                                   | «I Was There When It Happened» (альтернативна версія) | Девіс, Джонс                          | 2:18                                  |
| 16.                                   | «Folsom Prison Blues» (альтернативна версія)          |                                       | 2:34                                  |
| 17.                                   | «I Walk the Line» (альтернативна версія)              |                                       | 2:40                                  |
| 39:41                                 |                                                       |                                       |                                       |

## Учасники запису
- Джонні Кеш — вокал, акустична ритм-гітара

The Tennessee Two
- Лютер Перкінс — електрична соло-гітара
- Маршалл Грант — контрабас

Технічний персонал
- Сем Філліпс — продюсер
- Кері Менсфілд — продюсер перевидання
- Білл Даль — продюсер перевидання
- Ден Герш — цифровий ремастеринг
- Білл Пітцонка — художнє оформлення

## Чарти
Сингли — Білборд (США)
| Рік  | Сингл                 | Чарт          | Позиція |
| ---- | --------------------- | ------------- | ------- |
| 1955 | «Cry Cry Cry»         | Кантрі сингли | 14      |
| 1956 | «Folsom Prison Blues» | Поп сингли    | 17      |
| 1956 | «Folsom Prison Blues» | Кантрі сингли | 3       |
| 1955 | «So Doggone Lonesome» | Кантрі сингли | 4       |
| 1956 | «I Walk the Line»     | Кантрі сингли | 1       |
| 1956 | «I Walk the Line»     | Поп сингли    | 17      |